# Tezonco (estación)
Tezonco es una de las estaciones que forman parte del Metro de la Ciudad de México, perteneciente a la Línea 12. Se ubica al oriente de la Ciudad de México, en la alcaldía Iztapalapa.

## Información general
Toma su nombre del lugar donde se encuentra San Lorenzo Tezonco, el pueblo originario de Iztapalapa. 
El nombre Tetzon-co significa: "Tezontli" que significa tezontle y "co" que significa en o dónde, "en donde se da el tezontle" o "donde hay tezontle"  y representa el contorno de una calavera, debido a que al lado de la estación se encuentra el Panteón Civil de San Lorenzo Tezonco. Tezonco es una de las poblaciones más antiguas de Iztapalapa y es característico por las festividades del Día de Muertos. A unos metros se localiza la exhacienda de San Nicolás Tolentino Buenavista, dedicada a la producción agrícola.

## Incidencias
La estación se mantuvo fuera de servicio desde el 12 de marzo de 2014 hasta el 29 de noviembre de 2015, debido a trabajos de mantenimiento mayor que se realizaron entre estas fechas.
La estación nuevamente permaneció cerrada desde el 4 de mayo de 2021 hasta el 30 de enero de 2024 por seguridad, debido a trabajos de rehabilitación y reconstrucción tras el desplome  de una trabe en la interestación Tezonco-Olivos con dirección a Tláhuac, acontecida la noche del 3 de mayo de 2021.

### Derrumbe de estructura metálica en mayo de 2021
El día 3 de mayo de 2021, aproximadamente a las 22:22 h., se registró un derrumbe en la intersección con la estación Olivos, en donde colapsaron una de las trabes y dos vagones del convoy que se encontraba circulando. Se reportaron alrededor de 80 lesionados y 27 fallecidos como cifra oficial. La Jefa de Gobierno Claudia Sheinbaum se trasladó al lugar del accidente, y se evaluó la magnitud del incidente para comenzar con los trabajos de remoción de los vagones del tren y los escombros de la estructura vencida.

## Afluencia
La siguiente tabla muestra la afluencia de la estación en los últimos 10 años:
| Afluencia Anual de Pasajeros | Afluencia Anual de Pasajeros | Afluencia Anual de Pasajeros | Afluencia Anual de Pasajeros | Afluencia Anual de Pasajeros | Afluencia Anual de Pasajeros |
| ---------------------------- | ---------------------------- | ---------------------------- | ---------------------------- | ---------------------------- | ---------------------------- |
| Año                          | Afluencia                    | A Diario                     | Ranking                      | Incremento                   | Ref.                         |
| 2023                         | 0                            | 0                            | X                            | X                            | [ 7 ]                        |
| 2022                         | 0                            | 0                            | X                            | -100.00%                     | [ 8 ]                        |
| 2021                         | 1,623,999                    | 4,449                        | 150°/195                     | -69.93%                      | [ 9 ]                        |
| 2020                         | 5,401,525                    | 14,758                       | 54°/195                      | -36.02%                      | [ 10 ]                       |
| 2019                         | 8,443,023                    | 23,131                       | 62°/195                      | +7.10%                       | [ 11 ]                       |
| 2018                         | 7,883,028                    | 21,597                       | 80°/195                      | +7.68%                       | [ 12 ]                       |
| 2017                         | 7,320,523                    | 20,056                       | 87°/195                      | +16.28%                      | [ 13 ]                       |
| 2016                         | 6,295,461                    | 17,200                       | 106°/195                     | +1,355.91%                   | [ 14 ]                       |
| 2015                         | 432,408                      | 1,184                        | 190°/195                     | -64.96%                      | [ 15 ]                       |
| 2014                         | 1,234,198                    | 3,381                        | 185°/195                     | -79.89%                      | [ 16 ]                       |

## Conectividad

### Salidas
- Norte: Eje 10 Sur Av. Tláhuac y Av. Zacatlán, Colonia Pueblo San Lorenzo Tezonco.
- Sur: Eje 10 Sur Av. Tláhuac entre la Calle de Ignacio Ma. Barrera y Ambrosio Del Pino, Colonia Granjas San Jerónimo.

### Conexiones
Existen conexiones con las estaciones y paradas de diversos sistemas de transporte:
Red de Transporte de Pasajeros de la Ciudad de México
- Módulo 4 Alcaldía Iztapalapa:
  - Ruta 162 (Santa Catarina - Constitución de 1917).

## Sitios de interés
- San Lorenzo Tezonco
- exhacienda de San Nicolás Tolentino Buenavista